# رحلة إلى المغرب (كتاب)
رحلة إلى المغرب هو عنوان ترجمة لكتاب صدر سنة 1906 بالفرنسية تحت عنوان <<Un crépuscule d'Islam: Au Maroc>> للكاتب الفرنسي أندري شوفريون، وترجمه للعربية الاستاذ فريد الزاهي.
يسرُد آندري شوفريون سفره إلى المغرب على ثلاث مراحل تبدأ بعبوره مضيق جبل طارق داخل سفينة عتيقة نحو السّواحل المغربية. ثم يدخل مدينة العراش، بعد مرور خاطف بأصيلة، حيث يلتقي المسلم واليهودي والمتحضّر والبدوي. وركّز في
القسم الثاني على وصوله إلى فاس وانبهاره بسهولها وبالهضاب المحيطة بها، حتّى أنّه استفاض في تغنّيه بالمدينة محتفلا بالأمكنة بلغة شاعرية عذبة.
أما القسم الثّالث فقد خصّصه للكلام عن إقامته بفاس: عن غرفته، وعن القنصل الفرنسي الذّي زاره فيها؛ ولم ينس شوفريون أيّ كبيرة ولا صغيرة في المدينة إلاّ وذكرها ودقّق في نقلها للقارئ عبر حلاوة الحرف وهدوء الوصف. فقد كان أحيانا يضعنا في قلب الرّوائح وصراخ الباعة والمسافرين.
تنبع أهميّة هذا الكتاب، يقول المترجم، من راهنيّة قراءة الماضي الوطني بغية اكتشافه من جديد، كما أنّ عملا مماثلا يمكّننا من فهم الذّات عن طريق مرآة الآخر.

## وصلات خارجية
- ا